# Грант, Фрэнсис
Фрэнсис Грант (18 января 1803 года — 5 октября 1878 года) — известный шотландский художник, занимавший в 1866—1878 годах пост президента Королевской академии художеств.
Грант родился в Килграстоне в семье шотландского аристократа, и получил образование в школе Харроу. Он самостоятельно выучился на художника, и впервые выставил свою работу, которая называлась «Милтоновский завтрак», в Королевской Академии в 1834 году. После ряда других успешных работ (в том числе «Мелтон Хант» и «Коттесмор Хант»), он стал востребованным художником-портретистом. В число его работ вошли портреты королевы Виктории и лорда Пальмерстона.
В 1842 году Грант стал ассоциированным членом Королевской академии художеств, а в 1851 году был избран в действительные члены. В 1866 году, после смерти Карла Истлейка, Эдвин Ландсир ушёл в отставку с поста президента Королевской Академии, и Грант был избран вместо него президентом. Вскоре после этого он был посвящён в рыцари.
Его брат был известен как генерал Джеймс Хоуп Грант. Грант также написал портрет своей дочери, Анны Эмили Софии Грант, который теперь находится в Национальной Галерее Шотландии и считается классическим примером изображения викторианской женщины.